# Хайдебранд унд дер Лаза, Тассило фон
Тассило фон Хайдебранд унд дер Лаза (чаще барон фон дер Лаза, нем. Tassilo, Baron von Heydebrand und der Lasa; 17 октября 1818, Берлин — 27 июля 1899, Шторхнест-бай-Лисса, ныне Осечна близ Познани) — немецкий шахматист, историк шахмат и шахматный теоретик.

## Биография
Изучал право в Берлине и Бонне. Был на прусской дипломатической службе в Швеции, Дании, Бразилии и др. В 1864 г. вышел в отставку.
Большую часть жизни барон фон дер Лаза посвятил шахматам. Он был фактическим соавтором наиболее значительной книги по теории шахмат XIX века — «Руководства по шахматам» (нем. Handbuch des Schachspiels, 1843) Пауля Рудольфа фон Бильгера, завершив работу над руководством после смерти последнего, выпустив её в свет (без указания своего имени) и подготовив пять последующих переизданий. В ходе своих многочисленных путешествий (включая кругосветное в 1887—1888 гг.) фон дер Лаза собрал уникальную шахматную библиотеку и выпустил в 1896 г. её каталог. В 1897 г. был опубликован итоговый труд фон дер Лазы по истории и теории шахмат — «Исследования по шахматной истории и литературе» (нем. Zur Geschichte u. Literatur des Schachspiels, Forschungen); годом позже шахматная федерация Германии избрала его своим первым почётным членом.
Как практикующий шахматист, фон дер Лаза не оставил такого заметного следа, будучи больше занят подготовкой и организацией турниров, чем участием в них. Однако в неофициальных партиях фон дер Лаза успешно играл с крупнейшими мастерами середины XIX века: Адольфом Андерсеном, Ховардом Стаунтоном и др.
Был женат на Анне фон Хельдорф (1831—1880). Сын, Генрих фон Хайдебранд унд дер Лаза (1861—1924), унаследовав от отца заметные земельные владения вокруг теперешнего города Лешно, был камергером прусского двора (с 1902 г.) и депутатом верхней палаты Прусского ландтага (1914—1918).